# Rio São João (departamento)
Rio São João (em castelhano: 'Río San Juan) é um departamento da Nicarágua, sua capital é a cidade de San Carlos. O seu nome provém do rio São João.

## Municípios
1. El Almendro
2. El Castillo
3. Morrito
4. San Carlos
5. San Juan de Nicaragua
6. San Miguelito

1. ↑  Bordoni, Orlando (1991). A longa marcha dos índios tupis. Campinas: Gramuli. p. 125